# Marcin Kęsy
Marcin Kęsy – profesor uczelni, menedżer, ekonomista i nauczyciel akademicki. Doktor habilitowany nauk społecznych w dyscyplinie ekonomia i finanse. Doktor honoris causa Bereżańskiego Instytutu Agrotechnicznego.

## Życiorys
W 2000 roku ukończył z wyróżnieniem studia magisterskie w obszarze zarządzania na Wydziale Nauk Społecznych i Pedagogicznych Wyższej Szkoły Pedagogicznej im. T. Kotarbińskiego w Zielonej Górze, w 2003 roku ukończył 3,5 letnie inżynierskie studia informatyczne w specjalności: inżynieria komputerowa na Wydziale Informatyki, Elektrotechniki i Telekomunikacji Uniwersytetu Zielonogórskiego.
W 2006 roku w Uniwersytecie Jagiellońskim (Wydział Zarządzania i Komunikacji Społecznej) obronił z wyróżnieniem pracę doktorską (specjalność: nauki o zarządzaniu) pt. System kształcenia w szkołach zawodowych w świetle wymagań kompetencyjnych przedsiębiorstw województwa lubuskiego, a w 2021 roku ukończył studia podyplomowe Rachunkowość budżetowa. W 2022 roku uzyskał stopień naukowy doktora habilitowanego nauk społecznych w dyscyplinie ekonomia i finanse w VUZF University w Sofii na podstawie rozprawy pt. The impact of managerial competence on the effective functioning of health care organizations.
W 2021 roku otrzymał doktorat honoris causa w Bereżańskim Instytucie Agrotechnicznym.

## Publikacje naukowe
Jest autorem lub współautorem ponad 115 publikacji naukowych. W pracy naukowej zajmuje się zarządzaniem zasobami ludzkimi, zarządzaniem kompetencjami, zarządzaniem strategicznym dla MŚP, aspektem sukcesji oraz postawami sukcesorów w firmami rodzinnymi. W swoich rozważaniach skupia się nad badaniem sprawności organizacyjnej, skuteczności oraz efektywności metod zarządzania w praktyce zarządczej.
Jest autorem lub redaktorem m.in. monografii naukowych pt. Kompetencje menedżerskie personelu medycznego, Wyd. Wyższej Szkoły Gospodarki (2018), Relacje i komunikacja w świecie medycznym, Wyd. Uniwersytetu Jagiellońskiego (2012), Kompetencje zawodowe młodych. Możliwości szkolnictwa zawodowego a potrzeby pracodawców, Wyd. Uniwersytetu Jagiellońskiego (2008), Kompetencje menedżera, Wyd. Wyższej Szkoły Gospodarki (2020), Rozważania badawcze w obszarze zarządzania, Wyd. Wyższej Szkoły Gospodarki (2019).

## Doświadczenie zawodowe
Był wykładowcą m.in. w Uniwersytecie Zielonogórskim, Wyższej Szkole Menedżerskiej w Legnicy, Państwowej Wyższej Szkole Zawodowej w Wałczu, Wyższej Szkole Biznesu w Pile, Kujawsko-Pomorskiej Szkole Wyższej w Bydgoszczy oraz Wyższej Szkole Gospodarki w Bydgoszczy. Jest zatrudniony na stanowisku profesora w Pomorskiej Szkole Wyższej w Starogardzie Gdańskim.
Był członkiem Rady Programowej TVP3 Gorzów Wielkopolski w latach 2021–2024.

## Wybrane publikacje
- M. Kęsy, V. Hurochkina, State of knowledge of medical staff about LGBT People in Poland and Ukraine, European Research Studies Journal, Vol. 26, Issue 3/2023, s. 444-456, ISSN: 1108-2976[7].
- M. Kęsy, Kompetencje menedżerskie personelu medycznego, Wydawnictwo Wyższej Szkoły Gospodarki w Bydgoszczy, Bydgoszcz 2018, 361 s., ISBN 978-83-65507-26-6[8].
- M. Kęsy, Kompetencje zawodowe młodych. Możliwości szkolnictwa zawodowego a potrzeby pracodawców, Wydawnictwo Uniwersytetu Jagiellońskiego, Kraków 2008, 109 s., ISBN 978-83-233-2502-4[9].
- M. Kęsy, Relacje i komunikacja w świecie medycznym, Wydawnictwo Uniwersytetu Jagiellońskiego, Kraków 2012, 176 s., ISBN 978-83-233-3443-9[10].
- M. Kęsy, Ł. Moniuszko, Kompetencje menedżera, Wydawnictwo Wyższej Szkoły Gospodarki w Bydgoszczy, Bydgoszcz 2020, 158 s., ISBN 978-83-65507-52-5[10].
- M. Kęsy, Ł. Moniuszko, Problemy i uwarunkowania zarządzania edukacją, Wydawnictwo Wyższej Szkoły Gospodarki w Bydgoszczy, Bydgoszcz 2021, 167 s., ISBN 978-83-65507-53-2[10].
- M. Kęsy, Rozważania badawcze w obszarze zarządzania, Wydawnictwo Wyższej Szkoły Gospodarki w Bydgoszczy, Bydgoszcz 2019, 185 s., ISBN 978-83-65507-25-9[10].
- Z. Nęcki, M. Kęsy, Postawy personelu medycznego wobec zarządzania, Wydawnictwo Uniwersytetu Jagiellońskiego, Kraków 2013, 230 s., ISBN 978-83-233-3531-3[10].
- J. Stępniewski, P. Karniej, M. Kęsy, Innowacje organizacyjne w szpitalach, Wydawnictwo Wolters Kluwer Polska, Warszawa 2011, 632 s., ISBN 978-83-264-0615-79[10].
- M. Kęsy, Management of relationship in hospital. Case studies, ICTIC – Proceedings in Conference of Informatics and Management Sciences, EDIS – Publishing Institution of the University of Zilina, Zilina 2014, Slovak Republic, p. 10[4].
- M. Kęsy, Relacje i komunikowanie w medycynie, [w:] Komunikowanie w ochronie zdrowia -interpersonalne, organizacyjne i medialne, red. T. Goban-Klas, Wyd. Wolters Kluwer, Warszawa 2014, s. 107–124, ISBN 978-83-26433-46-7[10].
- I. Kęsy, M. Kęsy, The phenomenon of succession in a family business, VUZF Review, Vol. 7 No. 1 (2022), p. 152-160, ISSN 2534-9228[3].
- J. Stępniewski, M. Kęsy, Koncepcja projakościowej restrukturyzacji WziKS UJ na przykładzie innowacji organizacyjnych w IEiZ, [w:] Wyzwania zarządzania jakością w szkołach wyższych, red. T. Wawak, Wydawnictwo Uniwersytetu Jagiellońskiego, Kraków 2011, s. 65–95, ISBN 978-83-233-3210-7[11].
- M. Adamenko, O. Zinchenko, M. Kęsy, A. Pohrebniak, K. Redko, Analysis of Enterprise Personnel Innovative Potential in the System of Management, Monographic Section, Studies of Applied Economia Aplicada, Volumen 39-7, July 2021, ISSN 1133-3197, Spain[12].
- A. Szerengowski, M. Kęsy, Health manager in times of pandemic time, „International Marketing and Management of Innovations” Global Scientific e_Journal, №6, 2021, p. 98-116, E-ISSN 2451-1668[10].
- N. Maslii, N. Zacharenko, M. Kęsy, R. Jasiul, M. Wolanin, Y. Zhadanova, Justification of the need for the integration of communications and informatization enterprises, Problems and Perspectives in Management, ISSN 1727-7051, 2020[12].
- O. Zarutska, T. Pavlova, А. Sinyuk, V. Khmarskyi, D. Pawliszczy, M. Kęsy, The innovative approaches to estimating business models of modern banks, Marketing and Management of Innovations Issue 2, 2020, ISSN 2227-6718, JEL Classification: C45, G21, pp. 26-43[4].
- M. Kęsy, P. Karniej, Innovative hospital staff management methods in Poland, „Service Management”, NO. 10, 2013, Wyd. Uniwersytetu Szczecińskiego, Szczecin 2013, ISSN 1640-6818[11].